# Sex Games
Sex Games ist ein pornografisches Computerspiel für den Commodore-Heimcomputer C64, das 1985 in Deutschland von den Brüdern Thomas und Markus Landgraf entwickelt und von deren Firma Landisoft vertrieben wurde. Das Spiel war von 1987 bis 2012 auf dem Index der Bundesprüfstelle für jugendgefährdende Schriften (BPjS), fand jedoch in Form von Schwarzkopien weitere Verbreitung. Als eines der ersten Sex-Spiele gehörte es zu den bekanntesten Computerspielen in den 1980er-Jahren.

## Geschichte

### Entwicklung
Das Spiel wurde innerhalb von zwei Wochen im Haushalt von Thomas und Markus Landgrafs Eltern programmiert. Während Thomas Landgraf als Autor und Zeichner verantwortlich zeichnet, erstellte Markus Landgraf die Musik. Mario Scherp beteiligte sich an der Grafik. Das Spiel besteht im Wesentlichen aus übereinander gelegten Bildern und wurde in Assembler programmiert. Zum Zeitpunkt der Erstellung waren die beiden Jugendlichen zwischen 15 und 16 Jahre alt.

### Spielprinzip
Das Spiel stellt eine Satire auf die vom C64 bekannten „Rüttelspiele“, wie Decathlon oder Summer Games dar. Es ist komplett in einer Grafik ähnlich der Werner-Comics gehalten.
Es müssen fünf verschiedene sexuelle Praktiken absolviert werden, die in kleinen Fenstern auf dem Bildschirm aufgeteilt sind.
Dabei wird der Joystick sehr schnell von der einen zur anderen Seite bewegt. Durch diese möglichst rhythmische Bewegung baut sich zwischen den einzelnen Fenstern ein Balken auf, der im Spiel „lust-o-meter“ genannt wird. Wird die Joystickbewegung gestoppt, baut dieser sich wieder ab. Die jeweilige Szene wird erfolgreich beendet, wenn der Balken komplett aufgebaut ist und eine klingelnde Glocke über dem Fenster erscheint. Das so genannte „potency-meter“ stellt die Zeitbegrenzung der einzelnen Level dar. Dieser fällt konstant. Erreicht er jemals den Anfang, ist das Spiel verloren.
Das erste Bild zeigt die Hündchenstellung. Bild 2 ist die Missionarsstellung, darauf folgt Oralverkehr. Das vierte Bild zeigt eine Variante der Wiener Auster. Bild 5 schließt mit einer Gruppensexszene, die homosexuellen Verkehr mit einschließt. Nach jedem gelösten Bild erscheint eine Glocke.

### Verbreitung
Bereits vorher hatten die Jugendlichen Spiele für die Firma Kingsoft programmiert. Da Kingsoft zu dieser Zeit aber bereits auf den Amiga umgesattelt hatten, versuchten die beiden das Spiel alleine zu vertreiben. Nach zwei Annoncen in Computerzeitschriften machte ihnen jedoch ein Publisher ein Angebot und vertrieb Sex Games im Anschluss alleine. Insgesamt erhielten die jugendlichen Programmierer etwa 2.500 DM für ihre Arbeit. Das Spiel verbreitete sich jedoch rasant über den Schwarzkopierermarkt jener Zeit und wurde ein bekanntes Spiel auf dem C64.
Nach Aussage der Entwickler war das Spiel kein kommerzieller Erfolg. Es war eines der ersten Sex-Spiele und findet daher auch heute Erwähnung in Medien, speziell wenn es sich um das Thema „Sex in Computerspielen“ dreht.

### Indizierung
Sex Games wurde am 5. Mai 1987 von der BPjS, heute BPjM, indiziert. Im März 2001 erschien eine Browserspiel-Variante von Kim Lemon. Das Spiel wurde nach 25 Jahren am 17. April 2012 von der Indizierungsliste der BPjM gestrichen.